# 盧安世
卢安世，明朝贵州赤水卫（今贵州赤水市）人。
万历四十年（1612年）中举人。授为富顺教谕。天启初年，守富顺，击奢崇明有功，超擢升为佥事，监军讨敌，屡战有功。又因总督朱燮元的推荐，升为贵州右参议，以功擢升为四川按察副使，监军遵义。崇祯初年，官至右参政。之后，解职，归乡后去世。